# Salwator Damian Enguix Garés
Salwator Damian Enguix Gares (ur. 29 września 1862 w Alierii, zm. 28 października 1936) – hiszpański błogosławiony Kościoła katolickiego.

## Życiorys
Pochodził z religijnej rodziny. Miał żonę i sześcioro dzieci. Był profesorem weterynarii i członkiem Akcji Katolickiej. Szykanowany z powodu wyznawanej religii katolickiej po raz pierwszy aresztowany był 6 sierpnia. Wkrótce został uwięziony i zamordowany. Jest jedną z ofiar antykatolickich prześladowań religijnych okresu wojny domowej w Hiszpanii.
Salwatora Damiana Enguix Gares beatyfikował Jan Paweł II w dniu 11 marca 2001 roku jako męczennika zamordowanego z nienawiści do wiary (łac. odium fidei) w grupie 232 towarzyszy Józefa Aparicio Sanza.